# Robert von Pöhlmann
Robert von Pöhlmann (* 31. Oktober 1852 in Nürnberg; † 27. September 1914 in München) war ein deutscher Althistoriker, der als Professor an den Universitäten Erlangen und München lehrte.

## Leben
Pöhlmann war einziges Kind des Nürnberger Kaufmanns Moritz Pöhlmann und dessen Ehefrau Lona, geb. Barthelmeß. Nach Erwerb des Abiturs am Alten Gymnasium, dem heutigen Melanchthon-Gymnasium, in seiner Geburtsstadt Nürnberg studierte er von 1870 bis 1876 (1874 bis 1875 unterbrochen vom Referendariat) an der Universität München (bei Wilhelm Giesebrecht und Heinrich Brunn) und der Universität Göttingen (bei Georg Waitz und Georg Hanssen) Geschichte, Klassische Philologie und Nationalökonomie. Wilhelm Roscher regte ihn zu sozial- und wirtschaftsgeschichtlichen Forschungen an, mit denen er, „frei von philologischer oder klassizistischer Einengung“ damals, zumal für den Bereich der Alten Geschichte, Neuland betrat und einer neuen Art moderner Kulturgeschichte den Weg bahnte. Während seines Studiums wurde er Mitglied des AGV München im Sondershäuser Verband. Nach der Ablegung des ersten und zweiten Staatsexamens für das Lehramt an Gymnasien wurde er 1875 mit der mediävistischen Arbeit Der Römerzug Kaiser Heinrichs VII. und die Politik der Curie, des Hauses Anjou und der Welfenliga von Waitz in München promoviert. Die Arbeit wurde mit „summa cum laude“ bewertet. Heute wird sie zwar nicht als spektakulär, aber als solide angesehen, gelobt wird die Nutzung neuer Quellen.
Drei Jahre nach seiner Promotion legte Pöhlmann eine weitere vielbeachtete Studie vor, diesmal eine im Bereich der Frühen Neuzeit angesiedelte Arbeit zur Wirtschaftsgeschichte der Renaissance in Florenz. Anschließend wechselte er mit seiner Habilitationsschrift aber in das Fachgebiet der Alten Geschichte, die für den Rest seines Lebens sein Forschungsschwerpunkt blieb. Trotzdem hielt er durch epochenvergleichende Fragestellungen und durch sein Bemühen um Gegenwartsbezug seiner Forschungen die Verbindung zu den nachantiken Geschichtsperioden, mit denen er sich in seinen früheren Arbeiten befasst hatte, weiterhin aufrecht. Ein solcher Wechsel „zwischen den Epochen“ war im 19. Jahrhundert anders als heute keineswegs gänzlich unüblich (so hatte etwa Johann Gustav Droysen zunächst über die Antike gearbeitet, bevor er sich der Neuzeit zuwandte). Die 1879 an der Universität Erlangen vorgelegte Habilitationsschrift trug den Titel Hellenistische Anschauungen über den Zusammenhang zwischen Natur und Geschichte. Dieser Einstieg in die Altertumswissenschaft gilt auch heute noch als sehr originell. Das Thema ging auf die Verteidigung seiner Doktorarbeit am 22. Juli 1875 zurück, bei welcher er bereits Thesen zu eben dieser Fragestellung diskutiert hatte.
1884 wurde er in Erlangen außerordentlicher Professor auf dem neu geschaffenen Lehrstuhl für Alte Geschichte, 1886 schließlich ordentlicher Professor. In dieser Zeit entstand auch sein Hauptwerk, die 1893–1901 in zwei Bänden erschienene Geschichte des antiken Kommunismus und Sozialismus, der er in der zweiten Auflage von 1912 den treffenderen Titel Geschichte der sozialen Frage und des Sozialismus in der antiken Welt gab (die dritte Auflage erschien postum 1925 in der Bearbeitung von Friedrich Oertel). Pöhlmann ging hier von einem grundsätzlichen Gegensatz zwischen „Kapital“ und „Arbeit“ in den griechischen Poleis und im Imperium Romanum sowie von der Existenz quasi-sozialistischer Gruppierungen in der Antike aus und setzte sich mit den Reformprojekten und Sozialutopien antiker Philosophen, Historiker und Sozialreformer wie Solon, Lykurg, Agis IV., Kleomenes III., Tiberius und Gaius Gracchus und Lucius Appuleius Saturninus auseinander, wovon er sich im folgenden Abschnitt näher behandelte politische Einsichten zu aktuellen politischen Auseinandersetzungen versprach. Zum Sommersemester 1901 wechselte er als Ordinarius für Alte Geschichte nach München auf einen dort ebenfalls neu eingerichteten Lehrstuhl, nachdem Eduard Meyer den Ruf dorthin abgelehnt hatte.
In der Linie seines großangelegten wirtschaftsgeschichtlichen und sozialkritischen Werks zum „antiken Sozialismus“ lag seine 1907 vorgelegte Studie über eines der bedeutendsten Kapitel der Sozialgeschichte der späten römischen Republik Zur Geschichte der Gracchen. 1913 übernahm Pöhlmann von Iwan von Müller die Herausgeberschaft des Handbuches der Altertumswissenschaft, eine Tätigkeit, die ein Jahr später durch seinen Tod ein frühes Ende fand. Er war der Vater des Dermatologen August Poehlmann.

## Leistungen
Pöhlmann beschäftigte sich intensiv mit Platon und Aristoteles sowie anderen antiken Autoren wie Cicero, Dikaiarchos, Ephoros, Hesiod, hippokratischen Schriften, Isokrates, Poseidonios, Sallust, Solon, Strabon und Theognis. Charakteristisch war die Auseinandersetzung nicht nur mit historischer, sondern auch mit geografischer, ethnographischer und philosophischer Literatur sowohl der Antike wie der Moderne. Ungewöhnlich und neu war seinerzeit der Schwerpunkt seiner Forschung auf Wirtschafts- und Gesellschaftsgeschichte, der er eine hohe Gegenwartsrelevanz beimaß. Er beschäftigte sich mit der Demografie antiker Städte, römischer Wirtschaftsgeschichte und Gesellschaftsstruktur und ganz besonders mit dem antiken Kapitalismus. Hier setzte er sich vor allem mit den Theorien von Karl Marx auseinander.
Ein Antriebsgrund seiner Forschung war, dass Pöhlmann die Bedeutung der Altertumswissenschaften für die aktuellen Zeitfragen aufzeigen und das in die Kritik geratene humanistische Gymnasium als Idee stützen wollte, indem er ihm die Aufgabe politischer Bildung anhand des Studiums der antiken Gesellschafts- und Staatstheorie und einschlägiger Beispiele aus der Alten Geschichte zuwies. Diese hielt er für besonders geeignet, die Ursachen und Folgen gesellschaftlicher und politischer Entwicklungen zu studieren und frei von persönlichen Interessen und Parteinahmen zu bewerten, wovon er sich eine Förderung der politischen Urteilskraft freier Bürger versprach. Dem erstrebten Zweck entsprechend widmete er sich intensiv der Erforschung antiker Reformkonzepte und Sozialutopien, die er nicht nur ausführlich und quellengesättigt darstellte, sondern auch quellen- und ideolologiekritisch analysierte. Die wichtigsten Punkte, an denen er seine Kritik festmachte, waren der romantische Irrationalismus, die Rückprojektion der eigenen Ziele in eine idealistisch verklärte Pseudohistorie zum Zweck der Legitimation, die rationalistisch respektive szientistisch begründete radikale Infragestellung alles Bestehenden und aller Tradition, die Überschätzung der Gestaltungsmöglichkeiten sozialer und ökonomischer Verhältnisse durch Gesetzgebung und die wirklichkeitsfremden Heilserwartungen der antiken und modernen Theoretiker. Durch methodisch wegweisende quellenkritische Überlegungen, ethnographische Vergleiche und Kontextualisierung gelang ihm zum einen der Nachweis des weitgehend fiktionalen, idealisierenden und von den Interessen der antiken Gesellschafts- und Staatstheoretiker und Sozialreformer geprägten Charakters der Darstellungen der Gesellschaften vormoderner Stammeskulturen, der Lykurgischen Reformen und der spartanischen Gesellschaftsordnung bei antiken Historikern, Philosophen und Dichtern. Zum anderen führte ihn sein methodischer Ansatz zur Widerlegung damals gängiger aus antiken Quellen kritiklos übernommenen Forschungsparadigmata, etwa der Lehre eines griechischen und gemeineuropäischen Urkommunismus ohne Privateigentum.
Die antiken Beispiele betrachtete Pöhlmann als untrügliche Beweise für die Gefahr, die zwangsläufig auch in der Moderne beim Fehlen „eine(r) wahrhaft selbständige(n), von den jeweilig stärksten sozialen Gruppen oder Zahlenmehrheiten unabhängige(n) Staatsgewalt“ von ungezügelter Macht der besitzenden Schichten wie von dem Gewaltpotenzial der um ihre Rechte und sozialen Interessen kämpfenden sozialen Unterschichten gleichermaßen für die gesellschaftliche Ordnung, den Staat und nicht zuletzt dessen Wehrhaftigkeit ausgehe. Die Lösung erblickte er in der „Idee des sozialen Königtums […], ein(es) echte(n) Volkskönigtum(s), das sich keinen gesellschaftlichen Interessen und Vorurteilen gefangen gibt, als Organ der ausgleichenden Gerechtigkeit und der gemeinen Wohlfahrt aller für die Selbsterhaltung des Volkes und Staates“ […]. Dafür berief er sich auf Aristoteles, demzufolge „als Hort der Gesamtheit gegen Massen- und Klassenherrschaft – […] der wahre König der ,Wächter des Rechts und damit auch der Gleichheit’“ sei. Er wendete sich gegen die schon in der Antike begegnende Forderung, „dass die politische Gleichheit gesteigert werden müsse zur wirtschaftlichen Gleichheit“, betonte aber zugleich, „daß die soziale Frage zugleich eine sittliche Frage ist,“ und hielt es daher für „eine der dringendsten Aufgaben staatsbürgerlicher Erziehung […], dem Grundübel reichgewordenener Völker, das auch für uns schon ein Übel geworden ist, entgegenzutreten: der zunehmenden Genußsucht und dem entnervenden Luxusleben unserer Zeit,“ da sich „der schroffe Gegensatz von Mammonismus (des zur reinen Plutokratie entarteten Adels) und Pauperismus“ (des proletarisierten Kleinbauerntums) verhängnisvoll „auf das Seelenleben des Volkes“ wirke. Daher tritt von Pöhlmann einerseits gegen Großgrundbesitz für eine Bodenreform ein, andererseits zum Schutz vor den Leidenschaften der ungebildeten und leicht von Demagogen beeinflussbaren Massen für ein Zensuswahlrecht. Denn der „rein demokratische Staat (ist) seinem innersten Wesen nach kein freier Staat,“ sondern „eine Form der Despotie“ und trage daher die Keime seiner „Selbstvernichtung“ durch „den Umschlag der politischen Freiheit in die schlimmste Form der Unfreiheit, in die Militärdiktatur oder Tyrannis,“ von vornherein in sich. Daher setzte Robert von Pöhlmann seine Hoffnungen vor allem auf werteorientierte staatsbürgerliche Erziehung und politische Bildung, die er für das wichtigste Erziehungsziel hielt, da ihm von ihrer Verwirklichung nicht weniger als der Fortbestand des Staates und die Sicherung des Gemeinwohls abzuhängen schienen. Dazu gehörte für ihn neben der Erziehung zu sozialem Verantwortungs- und Pflichtbewusstsein gegenüber dem Gemeinwohl und „den gesellschaftlichen Leistungen, auf denen allein die sittliche Berechtigung der Herrschaft beruht,“ insbesondere auch die zu religiöser und weltanschaulicher Toleranz.
Auch auf dem Gebiet der italienischen Wirtschaftsgeschichte der Renaissance insbesondere von Florenz beschritt Pöhlmann seinerzeit Neuland.
Seine Forschungsbereiche und Fragestellungen lassen Pöhlmann als in seiner Weise einmalige Figur der deutschen Althistorie erscheinen, bezüglich des Umstandes, dass er mit seiner Forschung aktuelle politische Zielsetzungen verfolgte, am ehesten mit dem allerdings sozialistisch ausgerichteten Arthur Rosenberg vergleichbar, der sich sogar zeitweise als Reichstagsabgeordneter der KPD unmittelbar politisch engagierte.

## Ehrungen
Seine Leistungen fanden Anerkennung in einer Reihe akademischer Ehrungen. Er wurde Mitglied in der Königlich Bayerischen Akademie der Wissenschaften (ab 1887 zunächst korrespondierendes, dann ab 1900 außerordentliches und schließlich ab 1901 ordentliches Mitglied, ab 1907 bekleidete er das Amt des Sekretärs der Historisch-philologischen Klasse). 1899 wurde er mit dem bayerischen Verdienstorden vom Heiligen Michael der IV., 1906 der III. Klasse ausgezeichnet. Außerdem wurde er 1909 zum Geheimen Hofrat ernannt. Im selben Jahr erhielt er den Verdienstorden der Bayerischen Krone, womit die Erhebung in den persönlichen Adelsstand verbunden war.

## Schriften (Auswahl)
- Der Römerzug Kaiser Heinrichs VII. und die Politik der Curie, des Hauses Anjou und der Waffenliga. Verlag der Friedrich Korn’schen Buchhandlung, Nürnberg 1875.
- Die Wirtschaftspolitik der Florentiner Renaissance und das Princip der Verkehrsfreiheit. Hirzel, Leipzig 1878.
- Die Anfänge Roms. Deichert, Erlangen. Leipzig 1881.
- Die Übervölkerung der antiken Großstädte im Zusammenhang mit der Gesamtentwicklung städtischer Civilisation (= Preisschriften der Fürstlich Jablonowski’schen Gesellschaft). Hirzel, Leipzig 1884.
- (mit weiteren Autoren): Geographie und politische Geschichte des klassischen Altertums B. Geographie und Geschichte des griechischen Altertums (= Handbuch der klassischen Altertumswissenschaft. Band 3,2). C. H. Beck, Nördlingen 1989.
- Geschichte der sozialen Frage und des Sozialismus in der antiken Welt (2 Bände), C. H. Beck, 2. Auflage München 1912, 3. Auflage 1925 mit Anhang herausgegeben von Friedrich Oertel (die erste Auflage erschien unter dem Titel Geschichte des antiken Kommunismus und Sozialismus. C. H. Beck, München 1893 (Band 1) und 1901 (Band 2)).
- Aus Altertum und Gegenwart. Gesammelte Abhandlungen (2 Bände). C. H. Beck, München 1911 (Band 1 in erster Auflage 1895).
- Grundriß der griechischen Geschichte nebst Quellenkunde (= Handbuch der klassischen Altertumswissenschaft. Band 3,4). C. H. Beck, 4. Auflage, München 1909 (1. Auflage 1896, zahlreiche weitere von anderen bearbeitete Auflagen).
- Sokrates und sein Volk. Ein Beitrag zur Geschichte der Lehrfreiheit (= Historische Bibliothek. Band 8). Oldenbourg, München 1899.
- Zur Geschichte der antiken Publicistik (= Sitzungsberichte der philosophisch-philologischen und der historischen Klasse der Königlich Bayerischen Akademie der Wissenschaften zu München 1904, 1). Verlag der Königlichen Akademie, München 1904.
- Die Weltanschauung des Tacitus (= Sitzungsberichte der philosophisch-philologischen und der historischen Klasse der Königlich Bayerischen Akademie der Wissenschaften zu München 1910, 1). Verlag der Königlichen Akademie, München 1910.
- Isokrates und das Problem der Demokratie (= Sitzungsberichte der philosophisch-philologischen und der historischen Klasse der Königlich Bayerischen Akademie der Wissenschaften zu München 1913, 1). Franz, München 1913.